# Laoský cestovní pas

Laoský cestovní pas

Laoské cestovního pasy vydává občanům Laosu konzulární oddělení Ministerstva zahraničních věcí za účelem cestování do zahraničí. Biometrické pasy se vydávají od 30. června 2016.
Od roku 2024 je laoský pas hodnocen jako 80. nejsilnější, svým držitelům nabízí vstup do 20 zemí bez víza a do 37 zemí s vízem po příjezdu.

## Informační stránka
- Fotografie nositele
- Typ
- Kód vydávajícího státu (LAO)
- Číslo pasu
- Jméno a příjmení
- Státní občanství (laoská)
- Datum narození
- Pohlaví
- Místo narození
- Datum vydání
- Platnost do
- Jméno
- Kontaktní údaje pro případ nouze
- Podpis nositele
- Vydávající orgán